# Geotrupes corinthius
Geotrupes corinthius är en skalbaggsart som beskrevs av Leon Fairmaire 1886. Geotrupes corinthius ingår i släktet Geotrupes och familjen tordyvlar. Inga underarter finns listade i Catalogue of Life.